# Blondel de Nesle

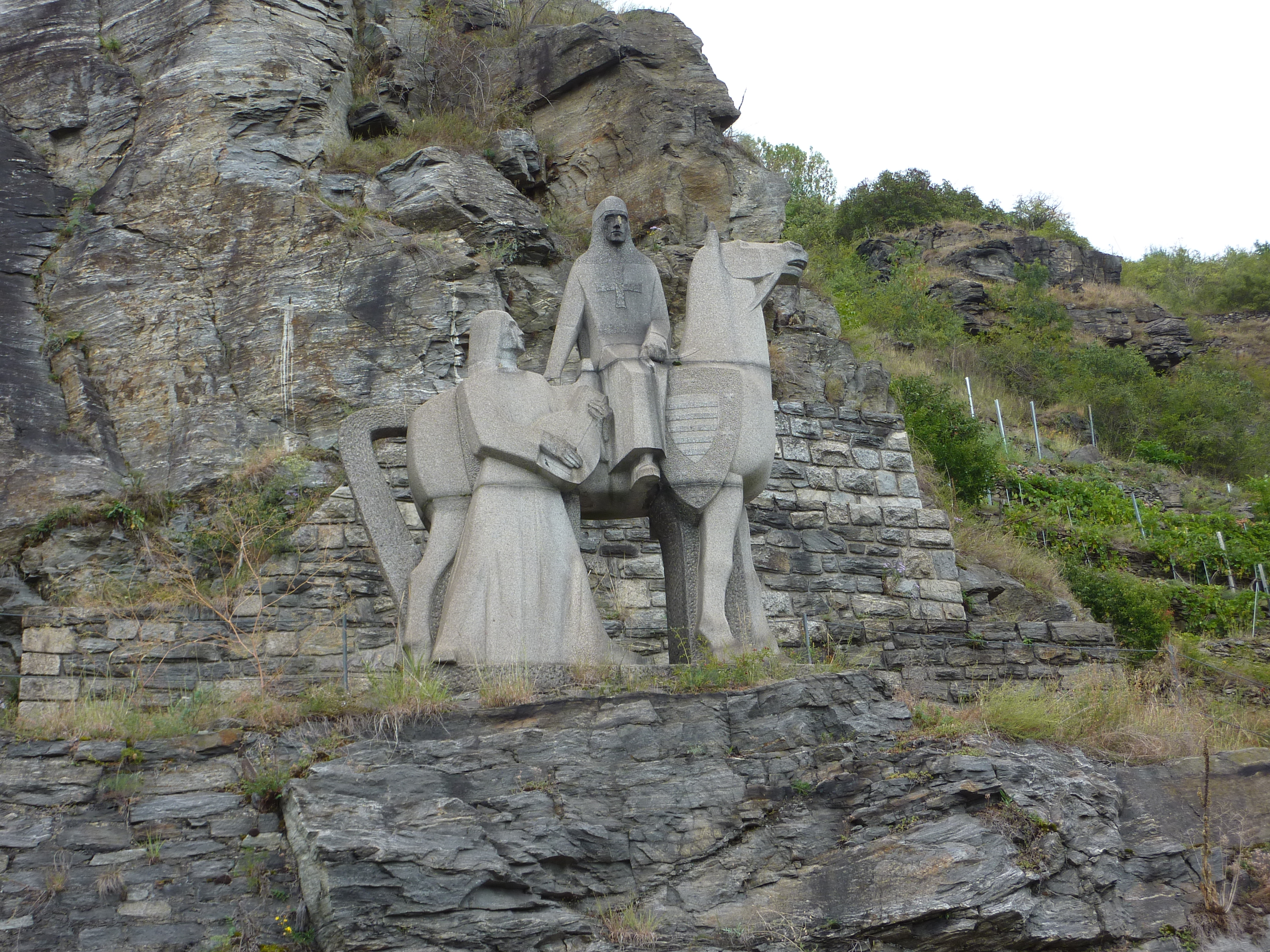
Darstellung von Blondel beim Reiterstandbild Richard Löwenherz westlich von Dürnstein, Niederösterreich

Blondel de Nesle (* um 1155; † um 1210) war einer der ersten nordfranzösischen Trouvères aus dem Städtchen Nesle (lateinisch Nigella) im Département Somme in der Picardie. Blondel werden mindestens 24 Lieder zugeschrieben, bei denen es sich ausschließlich um Liebeslieder handelt.

## Leben und Wirken
Über seinen Stand gibt es verschiedene Vermutungen. Es wird vermutet, dass er identisch mit dem Adligen Jean II. des Nobles gewesen ist, andere Autoren bezweifeln dies und vermuten, dass Blondel vielmehr Jean I. des Nobles und somit der Vater von Jean II. gewesen sei. Anderen Autoren zufolge war Blondel nicht von adligem Stand, sondern allenfalls ein Bürgerlicher. Von ihm sind aus der Zeit zwischen 1180 und 1210 insgesamt 24 vertonte Gedichte überliefert. Er gehörte zum Dichterkreis um Conon de Béthune und war Teilnehmer am Dritten Kreuzzug. Seine Lieder stehen in der Tradition der okzitanischen Trobadore.

## Die Blondelsage
Der Trouvère Blondel war es, der der Blondelsage zufolge König Richard Löwenherz in den Jahren 1192 bis 1194 nach seiner Gefangennahme auf seiner Rückreise vom Dritten Kreuzzug suchte, indem er von Burg zu Burg zog und überall die Lieder sang, die nur er und König Richard kennen konnten, und bei Dürnstein in Österreich fand. Es ist nicht nachweisbar, dass der historische Blondel tatsächlich mit Richard Löwenherz bekannt war.
Blondel ist die titelgebende Hauptfigur des Musicals Blondel von Tim Rice und Stephen Oliver aus dem Jahre 1983.

## Werkausgaben (Auswahl)
- Die Lieder des Blondel de Nesle. herausgegeben von Leo Wiese, Gesellschaft für romanische Literatur, Dresden 1907.
- Trouvères-Melodien I: Blondel de Nesle. herausgegeben von Hendrik van der Werf, Bärenreiter, Kassel 1977.

## Belege
1. ↑  Samuel N. Rosenberg: Blondel de Nesle. In: William W. Kibler, Grover A. Zinn (Hrsg.): Medieval France: An Encyclopaedia. Garland Publishing, 1995, ISBN 0-8240-4444-4, S. 251 (eingeschränkte Vorschau in der Google-Buchsuche).
2. 1 2  Blondel de Nesle. In: Samuel N. Rosenberg, Margaret Switten (Hrsg.): Songs of the Troubadours and Trouvères. Routledge, 2013, ISBN 978-1-134-81914-0, S. 239 f. (eingeschränkte Vorschau in der Google-Buchsuche).
3. 1 2  Frank McLynn: Lionheart and Lackland: King Richard, King John and the Wars of Conquest. Random House, 2012, ISBN 978-1-4464-4925-7, S. 228 (eingeschränkte Vorschau in der Google-Buchsuche).

| Personendaten    | Personendaten                                                                |
| ---------------- | ---------------------------------------------------------------------------- |
| NAME             | Blondel de Nesle                                                             |
| KURZBESCHREIBUNG | französischer Liederdichter, einer der frühesten nordfranzösischen Trouvères |
| GEBURTSDATUM     | um 1155                                                                      |
| STERBEDATUM      | nach 1200                                                                    |